# Tercer Palacio de Justicia del Condado de Sarpy
El Tercer Palacio de Justicia del Condado de Sarpy (en inglés, Third Sarpy County Courthouse) es un edificio de gobiernbo ubicado en Papillion, en Nebraska (Estados Unidos). Fue la tercera sede de los tribunales del condado de Sarpy. Fue construido por John L. Soderberg en 1922-1923 y diseñado en el estilo neoclásico por el arquitecto William F. Gernandt. Se habían construido otros dos edificios para el condado antes de este: el Fontenelle Bank en Bellevue, seguido de un segundo en Papillion. Un cuarto juzgado reemplazó este edificio en 1974 y se convirtió en ayuntamiento y biblioteca pública. Fue incluido en el Registro Nacional de Lugares Históricos desde el 5 de julio de 1990. 